# Symplocos nitidiflora
Symplocos nitidiflora är en tvåhjärtbladig växtart som beskrevs av August Brand. Symplocos nitidiflora ingår i släktet Symplocos och familjen Symplocaceae. Inga underarter finns listade i Catalogue of Life.